# Azul (Argentina)
Azul es una ciudad argentina ubicada en el interior de la provincia de Buenos Aires. Cabecera del partido de Azul, está ubicada a 100 kilómetros al oeste de la ciudad de Tandil, y 300 kilómetros al sudoeste de la Ciudad Autónoma de Buenos Aires. Limita con los partidos de Tandil, Rauch, Olavarría, Tapalqué, Benito Juárez y Las Flores. Se sitúa en el centro geográfico de la provincia. Su red vial sirve de conexión con diferentes puntos del país, ya que está enlazada con las Rutas Nacionales 3, 226 y la ruta provincial 51. El clima es templado y húmedo. Se cultivan cereales y se crían bovinos.
Declarada ciudad en 1895, Azul cuenta con veintinueve barrios. En la ciudad hay una sede del departamento judicial de la Provincia de Buenos Aires, de la diócesis Católica Apostólica Romana y de dos facultades de la Universidad del Centro de la provincia de Buenos Aires (Unicen).
Fue declarada en 2007 "Ciudad Cervantina", por el centro UNESCO Castilla-La Mancha, por poseer en la Biblioteca Popular Bartolomé J. Ronco una de las colecciones de "Quijotes" más importantes fuera de España; desde ese año se celebra en ella el "Festival cervantino".

## Geografía
La red vial de Azul constituye una encrucijada de rutas de importancia provincial y nacional: la Ruta 3; la comunica hacia el noreste con la ciudad de Buenos Aires, y hacia el suroeste con Bahía Blanca y la Región Patagónica; la Ruta 226 la vincula al oeste con Olavarría, y al noroeste provincial, y hacia el sureste con Mar del Plata y la costa atlántica. Además las rutas provinciales RP 51 y RP 60 la conectan con el norte y este provincial.
El arroyo Azul, nace de una vertiente que corresponde a una cuenca subterránea que tiene su afluencia en un campo de la zona de Chillar (una de las localidades que pertenecen al partido de Azul) es decir al sur de la ciudad, y que a raíz de ello, y a lo largo de los años (al menos desde que se tiene registro) el arroyo nunca se secó, si bien ha variado su caudal, nunca lo hizo en su totalidad. Es importante destacar que el arroyo Azul pertenece a la cuenca del río Salado, del que es afluente.

### Población y demografía

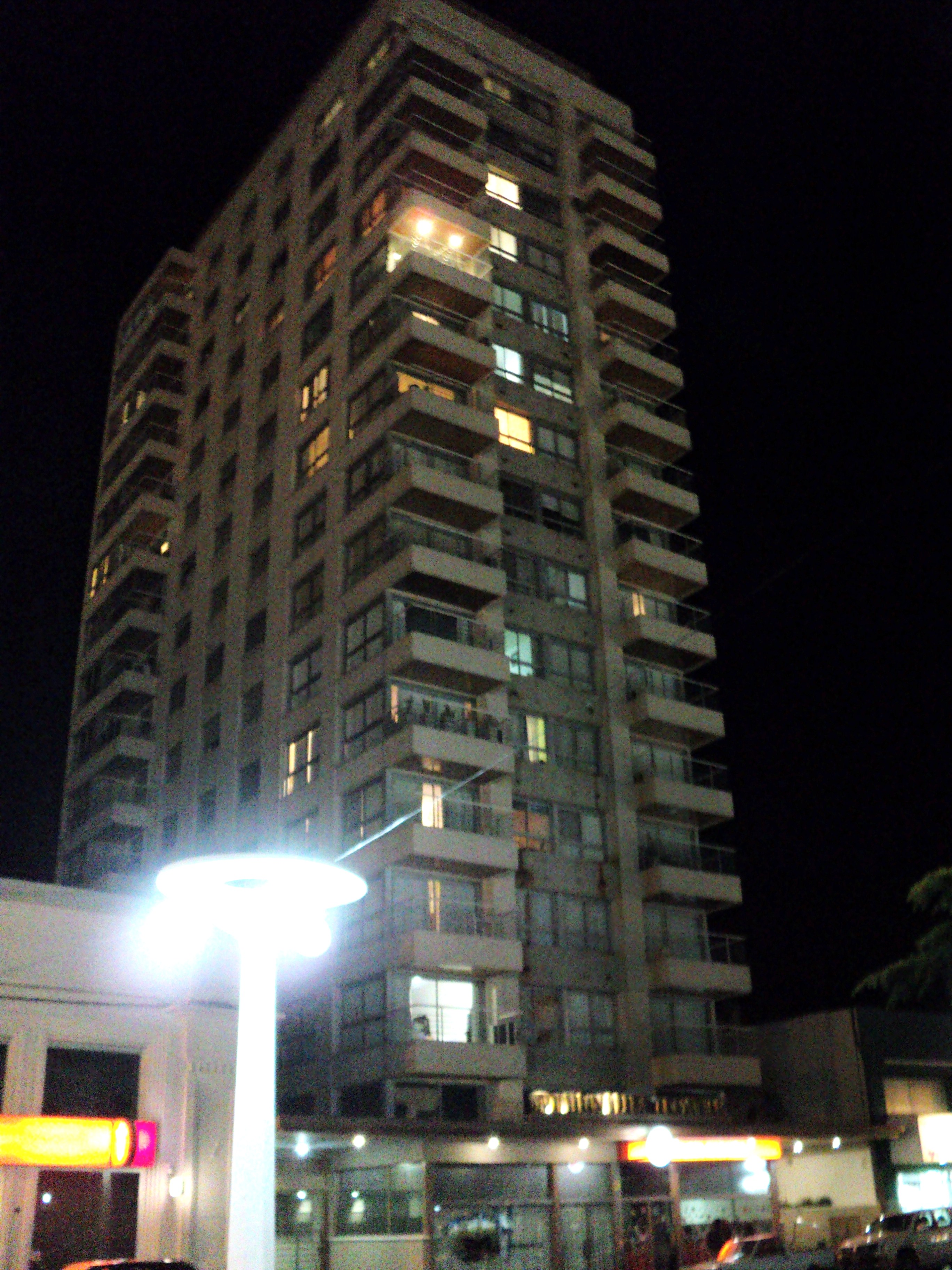
La torre Millenium de 15 pisos, la más alta de la ciudad.

La colonización de partido de Azul fue diferente a la del resto de la campaña, aunque tenía asentamientos previos, fue impulsada por medio de donaciones otorgadas por el gobierno de Rosas en 1829, concretadas a partir de 1832. Según lo decretado en 1829 y 1832 estas donaciones tenían unos requisitos de poblamiento y defensa de la frontera. Se establecieron sobre terrenos donde estaban antiguamente por superficies enfitéuticas de la década de 1820. Fueron cinco terrenos en total con una superficie media de 39.901 hectáreas. A partir de 1830 el espacio se ocupó rápidamente, pasó de 169506 ha en la década de 1820 a 757088 ha en la década de 1830, aumentando en la década siguiente y disminuyendo considerablemente en la de 1850 en consecuencia del retroceso de la frontera oficial a causa de la caída del rosismo.
Los datos poblacionales indican un constante crecimiento de población blanca, con picos pronunciados entre 1830 y 1950, concordante con el proceso de ocupación de las estancias y comparable con las regiones más exitosas de la campaña del Río de la Plata, como San Nicolás o el oriente de Entre Ríos. En los censos realizado en la década de 1830, que no incluyó a la población indígena, se obtuvieron una media de 7,9 habitantes en 1836 y 7,8 en 1838, con moda de 4 en ambos años y mediana de 6 y 5 respectivamente.
Contaba con 55,728 habitantes (Indec, 2010), lo que representaba un incremento del 5,04% frente a los 53,054 habitantes (Indec, 2001) del censo anterior.
| Gráfica de evolución demográfica de Azul entre 1869 y 2010 |
|                                                            |
| Fuentes: INDEC                                             |

## Clima
El clima es templado pampeano, la temperatura media anual es de 15 °C, con promedios en verano de 22 y 8 °C en invierno. En diciembre de 2000 la temperatura mínima fue inferior a las temperaturas medias tomadas desde el año 1994, con valores de 10,5 contra 12,2 °C. En enero de 2001 fue de 15,2.º mayor a su valor histórico de 15,2.
El promedio de precipitaciones es de 960 mm anuales distribuidos desuniformemente, con los máximos entre la primavera y el verano. En diciembre de 2000 y también en el mismo mes de 2008 se produjeron sequías, coincidiendo con la siembra de soja. Entre 1870 a 1920, en oportunidad del anterior Hemiciclo Húmedo, la isohieta  se corrió más de 200 mm. Nuevamente hacia 1973, fuera de los efectos de La Niña la pluviosidad ha vuelto a incrementarse (como hacía una centuria); de tal modo que desde 1980 a 2012 las precipitaciones en la cuenca alta del Arroyo Azul (en la zona de Chillar)  han provocado catorce inundaciones en la ciudad.
| Elementos climáticos durante la época de siembra y cosecha de la soja |           |       |         |       |       |
| período 1994-2001                                                     | diciembre | enero | febrero | marzo | abril |
| Temperaturas mínimas                                                  | 11,35     | 14,5  | 13,75   | 13,25 | 7,95  |
| Temperaturas máximas                                                  | 26,85     | 28,3  | 28,05   | 25,1  | 19,95 |
| Temperaturas medias                                                   | 19,4      | 21,45 | 20,9    | 17,55 | 13,9  |
| Humedad relativa                                                      | 57        | 65,35 | 59,6    | 76,25 | 76,25 |
| Precipitaciones                                                       | 89,15     | 121   | 60      | 144,5 | 68,1  |

La humedad relativa media anual es del 73%, con un período más húmedo desde mayo a julio y extremos de 84% (junio) y 83% (julio). El verano es la estación menos húmeda, con un valor mínimo en enero del 65%. Es de hacer notar que durante todo el año se mantienen valores superiores al 65%. Los registros de heliofanía  efectiva para esta ciudad alcanzan una media anual de 6,6 h/día. La mayor cantidad de horas por día se da en el mes de febrero (8,5 h/día) y la menor en julio (4,1 h/día).
| Parámetros climáticos promedio de Azul Aero (1991-2020) | Parámetros climáticos promedio de Azul Aero (1991-2020) | Parámetros climáticos promedio de Azul Aero (1991-2020) | Parámetros climáticos promedio de Azul Aero (1991-2020) | Parámetros climáticos promedio de Azul Aero (1991-2020) | Parámetros climáticos promedio de Azul Aero (1991-2020) | Parámetros climáticos promedio de Azul Aero (1991-2020) | Parámetros climáticos promedio de Azul Aero (1991-2020) | Parámetros climáticos promedio de Azul Aero (1991-2020) | Parámetros climáticos promedio de Azul Aero (1991-2020) | Parámetros climáticos promedio de Azul Aero (1991-2020) | Parámetros climáticos promedio de Azul Aero (1991-2020) | Parámetros climáticos promedio de Azul Aero (1991-2020) | Parámetros climáticos promedio de Azul Aero (1991-2020) |
| Mes                                                     | Ene.                                                    | Feb.                                                    | Mar.                                                    | Abr.                                                    | May.                                                    | Jun.                                                    | Jul.                                                    | Ago.                                                    | Sep.                                                    | Oct.                                                    | Nov.                                                    | Dic.                                                    | Anual                                                   |
| ------------------------------------------------------- | ------------------------------------------------------- | ------------------------------------------------------- | ------------------------------------------------------- | ------------------------------------------------------- | ------------------------------------------------------- | ------------------------------------------------------- | ------------------------------------------------------- | ------------------------------------------------------- | ------------------------------------------------------- | ------------------------------------------------------- | ------------------------------------------------------- | ------------------------------------------------------- | ------------------------------------------------------- |
| Temp. máx. abs. (°C)                                    | 40.3                                                    | 37.8                                                    | 35.1                                                    | 33.5                                                    | 29.5                                                    | 22.2                                                    | 24.7                                                    | 33.0                                                    | 30.4                                                    | 33.3                                                    | 35.5                                                    | 38.7                                                    | 40.3                                                    |
| Temp. máx. media (°C)                                   | 29.5                                                    | 27.9                                                    | 25.1                                                    | 21.1                                                    | 17.1                                                    | 13.8                                                    | 13.2                                                    | 15.6                                                    | 17.6                                                    | 20.6                                                    | 24.4                                                    | 28.1                                                    | 21.2                                                    |
| Temp. media (°C)                                        | 21.6                                                    | 20.3                                                    | 17.8                                                    | 14.0                                                    | 10.5                                                    | 7.5                                                     | 6.9                                                     | 8.6                                                     | 10.7                                                    | 14.0                                                    | 17.2                                                    | 20.3                                                    | 14.1                                                    |
| Temp. mín. media (°C)                                   | 14.0                                                    | 13.3                                                    | 11.3                                                    | 7.9                                                     | 5.2                                                     | 2.4                                                     | 1.8                                                     | 3.0                                                     | 4.4                                                     | 7.6                                                     | 10.1                                                    | 12.5                                                    | 7.8                                                     |
| Temp. mín. abs. (°C)                                    | 2.1                                                     | 2.0                                                     | 0.0                                                     | -4.0                                                    | -7.2                                                    | -9.2                                                    | -10.1                                                   | -8.8                                                    | -7.1                                                    | -5.0                                                    | -3.9                                                    | 1.5                                                     | -10.1                                                   |
| Precipitación total (mm)                                | 103.8                                                   | 101.6                                                   | 113.9                                                   | 90.6                                                    | 55.7                                                    | 37.1                                                    | 40.8                                                    | 59.2                                                    | 67.5                                                    | 92.0                                                    | 97.9                                                    | 75.4                                                    | 935.7                                                   |
| Días de precipitaciones (≥ 0.1 mm)                      | 8.0                                                     | 7.3                                                     | 8.3                                                     | 8.1                                                     | 6.3                                                     | 5.2                                                     | 6.3                                                     | 5.9                                                     | 6.6                                                     | 9.4                                                     | 9.0                                                     | 7.8                                                     | 88.1                                                    |
| Horas de sol                                            | 235.6                                                   | 231.7                                                   | 198.4                                                   | 183.0                                                   | 158.1                                                   | 108.0                                                   | 117.8                                                   | 158.1                                                   | 177.0                                                   | 192.2                                                   | 222.0                                                   | 229.4                                                   | 2211.3                                                  |
| Humedad relativa (%)                                    | 65.5                                                    | 72.1                                                    | 76.6                                                    | 77.9                                                    | 81.4                                                    | 80.5                                                    | 79.7                                                    | 75.3                                                    | 73.1                                                    | 74.1                                                    | 69.5                                                    | 63.5                                                    | 74.1                                                    |
| Fuente: Servicio Meteorológico Nacional                 |                                                         |                                                         |                                                         |                                                         |                                                         |                                                         |                                                         |                                                         |                                                         |                                                         |                                                         |                                                         |                                                         |

## Historia

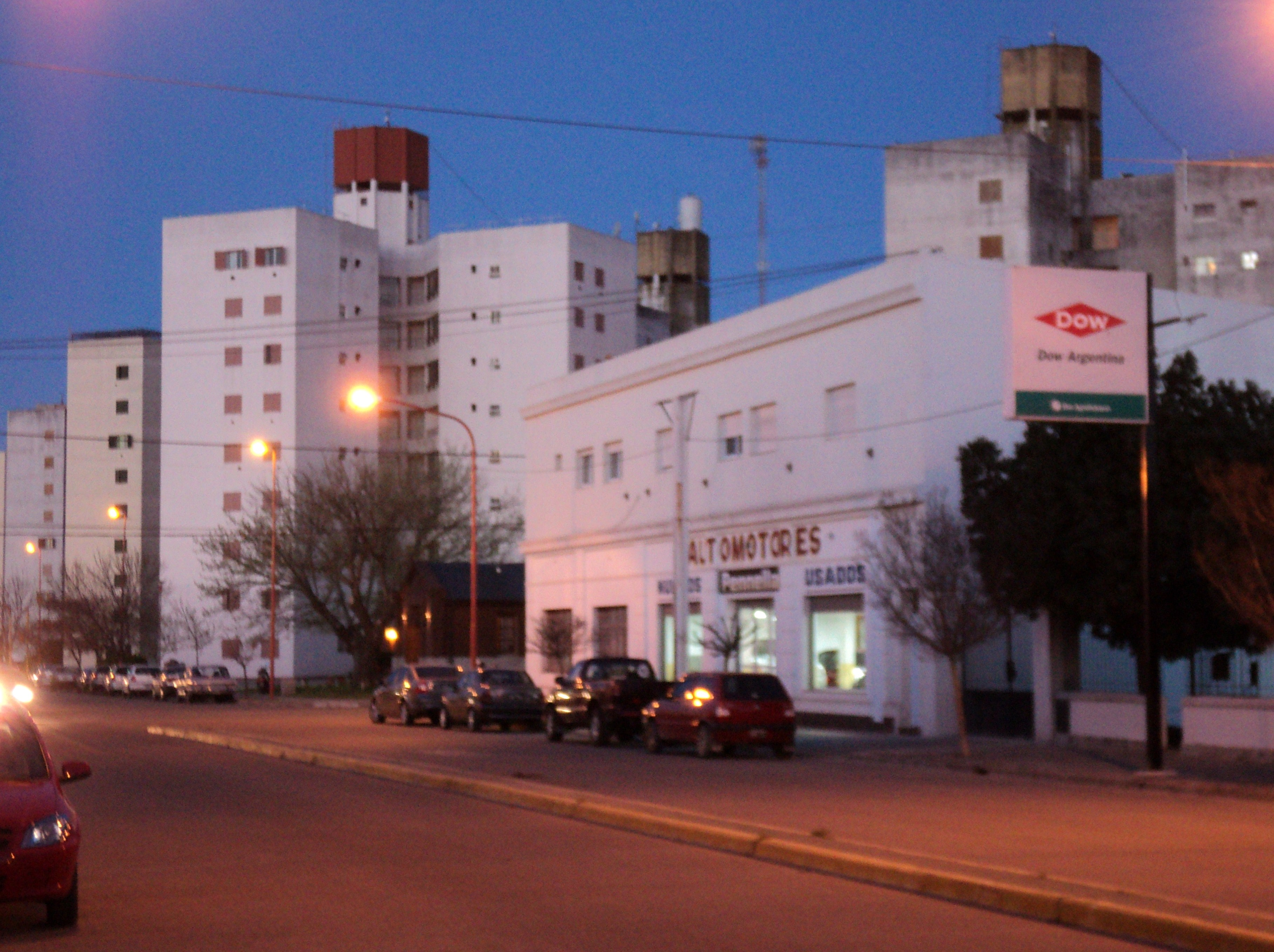
Barrio en altura sobre la entrada al centro de la ciudad.

El gobernador Juan Manuel de Rosas ordenó construir en la zona un fuerte para contener el avance de los malones. El nombre de la ciudad de Azul se refiere al hecho de que en el lecho del arroyo que atraviesa la zona se encontraban unas flores las cuales le daban color al mismo. Para cumplir esa orden el coronel de Milicias Pedro Burgos partió desde la estancia "Los Milagros", partido de Chascomús y el 16 de diciembre de 1832 fundó el antiguo fuerte de San Serapio Mártir del Arroyo Azul. Fue declarada ciudad en 1895. La colonización de estas tierras se hizo mediante donaciones de tierras por parte del gobierno provincial decretadas en 1829 y llevadas a cabo en 1832. El procedimiento fue similar al efectuado en Chacarita, San Andrés de Giles, San Miguel del Monte y Luján. Tenían una serie de requisitos en cuanto a poblamiento y defensa de la frontera. Este traspaso de tierras fiscales a particulares originó algunos conflictos, se hizo a cambio del usufructo de las mismas y con título de propiedad. Unas se entregaron bajo el sistema de enfiteusis (en la década de 1820) y otras, en menor parte, en arrendamiento (en la década de 1850). El segundo sistema empezó a implementarse en 1857. La cantidad de tierras otorgadas en enfiteusis fue de 377.981,1 ha realizadas por medio de trece operaciones y las arrendadas fueron 43.497 ha hechas en tres operaciones, de la cual una fue una renovación de un terreno que ya estaba adjudicado en enfiteusis. Cuatro de los trece traspasos enfiteusicos fueron anulados porque ocupaban el total de los terrenos donados. En 1836 el estado le vende siete terrenos a particulares.
En 1887 se creó la Escuela Normal Mixta, que en 1910 llegó a contar con 385 alumnos.
Entre 1900 y 1916 el municipio estuvo intervenido por un comisionado por diversos problemas políticos y electorales que provocaban la anulación de las diferentes elecciones realizadas en 1900, 1906. La primera fue anulada por la justicia y la otra porque los opositores no reconocieron el triunfo de su rival y tomaron por la fuerza la municipalidad, constituyeron una "municipalidad paralela" logrando una nueva intervención. Finalmente en 1916 fue elegido intendente Ángel Pintos.
Promediando la segunda década del siglo XX era una población próspera, contaba con 32.000 habitantes (entre la ciudad y el resto del partido). Había desarrollado sus industrias, la del cuero, la carne, fabricación de cerveza, jabones y velas, tenía un banco formado por capitales locales (el Banco Industrial de Azul, actualmente Banco Industrial).
El 19 de enero de 1974, durante la presidencia de Juan Domingo Perón, el Ejército Revolucionario del Pueblo intentó tomar por la fuerza la guarnición del Ejército Argentino ubicada en esta ciudad. Para ejecutar este hecho previamente tomaron por la fuerza una casaquinta sobre la RP 51, este lugar tenía las características necesarias para ocultar a la gente y a los vehículos. Se supone que el objetivo era robar armamento y munición para el grupo guerrillero. En esa acción fallecieron tres efectivos, uno fue tomado como rehén pero posteriormente fue ejecutado.
En 1986 la Organización Panamericana de la Salud desarrolló en esta ciudad un experimento mediante el Centro Panamericano de Zoonosis de Argentina (CEPANZO) y el Instituto Wistar de Filadelfia. Tenía el objetivo de probar una vacuna recombinante a virus activo genéticamente modificado, que se llamó vaccinia-rabia. Este virus era un agente exótico con una peligrosidad potencial y aun así no avisaron a las autoridades sanitarias argentinas. Inocularon a veinte vacas lecheras con esta vacuna y a otras tantas con otro virus denominado vaccinia. Cuatro peones rurales participaron del experimento sin saberlo. Un investigador argentino preocupado por las posibles consecuencias hizo la denuncia y el gobierno inició una investigación. El experimento fue suspendido de inmediato, se brindó protección sanitaria a los cuatro peones involucrados y los animales fueron sacrificados para investigación y estudio.

## Toponimia
El topónimo Callvú Leovú (o Calfuleufú) no aparece registrado en ninguna documentación hasta el año 1878 cuando, en su célebre obra Viaje al país de los araucanos, Estanislao S. Zeballos, hace mención al término araucano: 
“Sucesiva y lentamente la frontera llegó al Callvú-Leovú (Arroyo Azul) en 1831, sobre cuya margen y a setenta leguas de Buenos Aires, en una pampa exuberante y dilatada fue construido el Fuerte Federación; y no lejos de sus ruinas se levanta hoy, entre alegres y hermosísimas arboledas la ciudad del Azul”.
Sin embargo, es importante remarcar que el “Arroyo Azul” ya era denominado desde antaño como tal, quedando registrado en numerosos mapas y escritos, así como también en correspondencia militar aparece nombrado Gualichú o Gualicho al pasar por la zona de Cacharí.
Evidentemente, Zeballos fue quien “impuso” el modismo aborigen, sin tenerse certeza de que alguna vez haya sido utilizado como tal para mencionar al arroyo en lengua araucana.

## Economía
Azul tiene tres cuartos de su superficie con limitaciones edáficas, usadas para crianza de animales y el otro cuarto restante (el área sur) es especialmente agrícola. En el período comprendido entre los años 1997 y 2002 aumentó en un 140 % la superficie dedicada al cultivo de grano, especialmente de la soja y el trigo. Se incrementó la superficie cultivada en primera instancia en un 14% distribuido en 25 % para los cereales, 47 % para las oleaginosas y un - 5 % para otros cultivos como las forrajeras según los datos intercensales.
Se cultivan cereales y oleaginosas aprovechando el suelo propicio para ello. El 49 % de los productores son no familiares capitalizados, el 13 % son capitalizados familiares. La primera franja de productores se ubica en los mejores campos y son los que mueven la agricultura de la zona. Además se crían bovinos, se produce lana, leche y miel.
También se desarrolló el parque eólico ‘Los Teros’, que abastece a las plantas industriales de Toyota, Coca-Cola FEMSA, Nestlé y Profertil, entre otras. Pertenece a la subsidiaria eléctrica de YPF, YPF Luz, y la capacidad es de 175 W considerando sus dos etapas.
Hay registrados más de 2000 comercios, está en desarrollo la industria manufacturera, posee industrias agrícolas, metalmecánicas, alimentarias, químicas y de construcción.

## Educación
La ciudad cuenta con alrededor de 25 establecimientos escolares los cuales 5 de ellos son de nivel primario y secundario (todos ellos también con nivel inicial). 16 de ellos son de nivel primario e inicial y los 4 restantes son solamente de nivel inicial. La ciudad también cuenta con diversas guarderías infantiles.
Los Institutos de Educación Superior (nivel secundario) dependientes de la Dirección Provincial de Educación Superior, de gestión estatal son: ISFDYT Nro 2 "Prof. Marie Malere"; ISFDYT Nro 156 "Palmiro Bogliano" e ISFD Nro 157 "Unidad Académica Escuela Normal de Azul". En ellos se pueden estudiar Tecnicaturas Superiores y Profesorados.

## Atractivos
En Azul se encuentran el Teatro Español, el Parque Municipal "Domingo F. Sarmiento", el Balneario Municipal "Alte. Guillermo Brown", la costanera "Cacique Catriel", el Lago Güemes, la reserva natural "Boca de las Sierras", el Camping Municipal, la fuente del Eropido y hay varias obras diseñadas por el Ing. Francisco Salamone.
La Casa Ronco alberga la mayor colección de Cervantes fuera de España lo que le valió a la ciudad el título de Ciudad Cervantina impuesto por el centro UNESCO Castilla-La Mancha.

### Teatro Español

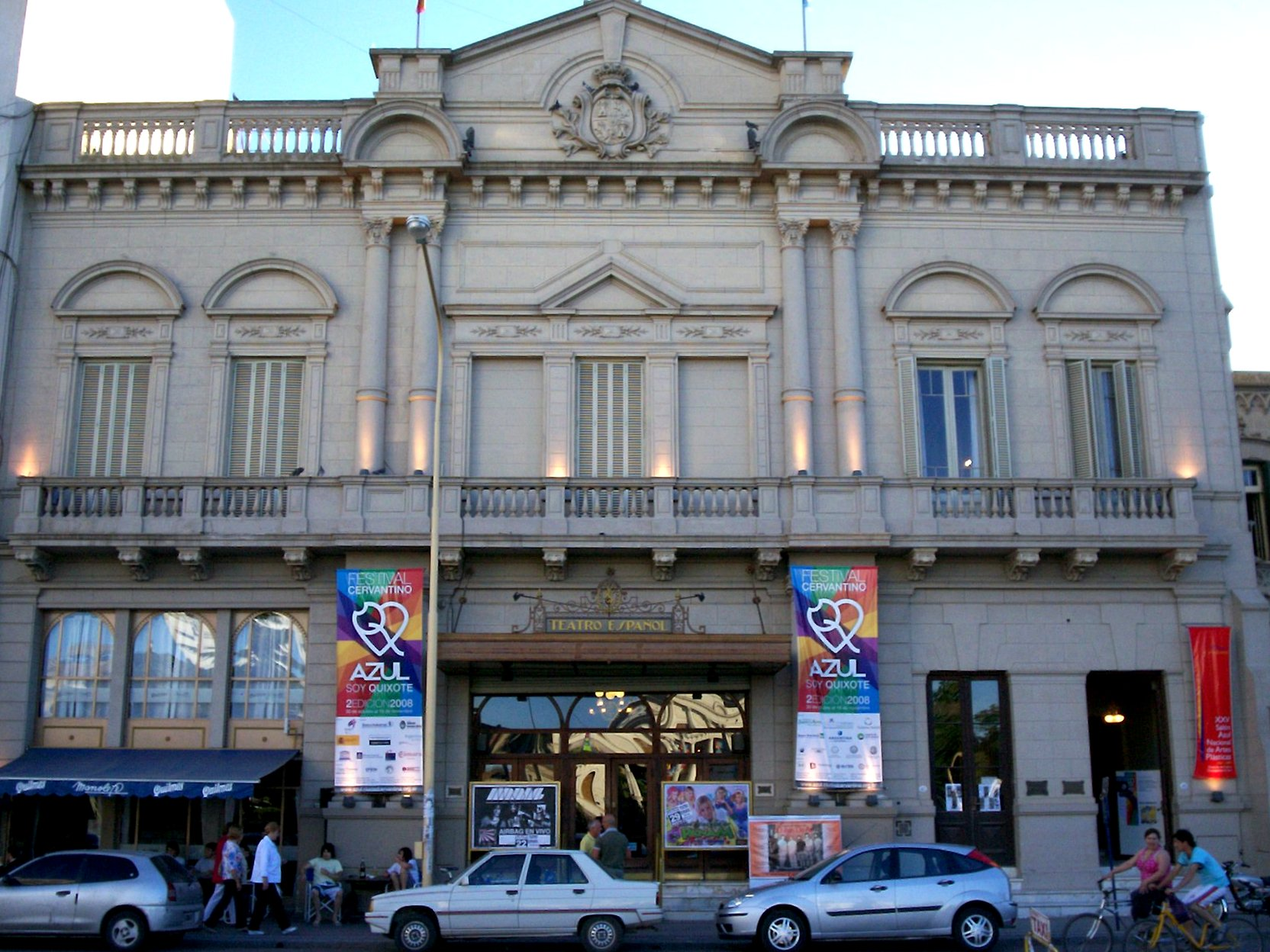
Teatro Español de Azul.

Esta obra arquitectónica de corte neoclásico, que queda al descubierto en la forma de herradura de la sala teatral, es un monumento Histórico de la Provincia de Buenos Aires desde 1988.
Fue inaugurado por la Sociedad Española de Socorros Mutuos en 1897 y desde ese entonces hasta mediados de los 1950 vivió una etapa de esplendor marcada por la presencia en su escenario de grandes artistas como Blanca y Pablo Podestá, Carlos Gardel, Agustín Magaldi y Tita Merello, entre otros.
En el año 1978 un grupo de vecinos, juntamente con la Municipalidad de Azul, forman una comisión que se encargaría, por más de dos décadas, de restaurar y devolverle al teatro su brillo de antaño. Es así como en 1992 con un edificio restaurado a nuevo el teatro revive en Azul, con grandes espectáculos como el Ballet del Bolshói  de Moscú, los Niños Cantores de Viena, Julio Bocca, Eleonora Cassano, Maximiliano Guerra y Alfredo Alcón, entre otros artistas.

### Parque Municipal Domingo F. Sarmiento
Es un paseo ubicado a orillas del arroyo Azul, con 22 hectáreas de extensión diseñadas por el paisajista Ángel Sala. Es un escenario único en el cual predomina el agua como elemento decorativo y el cuidado de la naturaleza, enriqueciendo el paisaje con elementos culturales.

### Balneario Municipal Alte. Guillermo Brown
Antiguamente, el sector que hoy ocupa el paseo, fue paso obligado de ganado y carretas. En el año 1886 el Municipio habilita en otro sector del arroyo de Azul los llamados "Baños de Natación" los que fueron el anuncio del balneario actual. El magnífico paseo actual inaugurado en 1939 y ampliado sucesivamente, es un espejo de agua de 6 hectáreas, y sectores parquizados donde disfrutar de la naturaleza durante el día y su variada oferta gastronómica y sus pubs por la noche.

### Costanera Cacique Catriel
Este paseo ribereño sigue el curso del arroyo Azul y recuerda en su nombre al cacique pampa Catriel. El arroyo que sirvió como perímetro natural del Fuerte San Serapio Mártir, a medida que este avanza desde el Parque Sarmiento hasta el lago Güemes atraviesa la principal zona urbana de la ciudad, siendo un recorrido en el que se destaca la armonía del verde y el agua.
Posee en el margen izquierdo del arroyo un mural histórico de la ciudad realizado en 2008 durante el II Festival Cervantino. Es obra del artista Omar Gasparini. Se pueden observar personajes históricos, relatos, momentos históricos, anécdotas, paisajes arquitectónicos y leyendas urbanas.

### Lago Güemes
El lago fue dragado artificialmente explotando una zona de marcada depresión en el terreno, constituye un santuario para la propagación de varias especies ictícolas entre las que se destaca el pejerrey. En su extremo sudoeste, se hallan las instalaciones de la Estación de Piscicultura, Acuario y Museo Lago Güemes de integración regional.

### Fuente del Eropido
Es una fuente construida en una de las casonas más antiguas de la ciudad, la Villa Helvecia, de 1826, anterior incluso a la fundación del poblado en 1832. La fuente fue construida en la década de 1880 por el entonces dueño de la estancia, Don Andrés Ginocchio, también conocido en la mitología popular lugareña como "el dos veces muerto", a causa de una estafa fallida con una compañía de seguros. La fuente del Eropido, hoy en estado de abandono, aparece en un tango de Carlos Gardel: "La tarde en que vi la Fuente del Eropido/ En los campos del sur profundo/ A tantas leguas de mi ciudad". Esta fuente está consagrada al ave mitológico conocido como El Eropido.

### Reserva Natural Boca de las Sierras

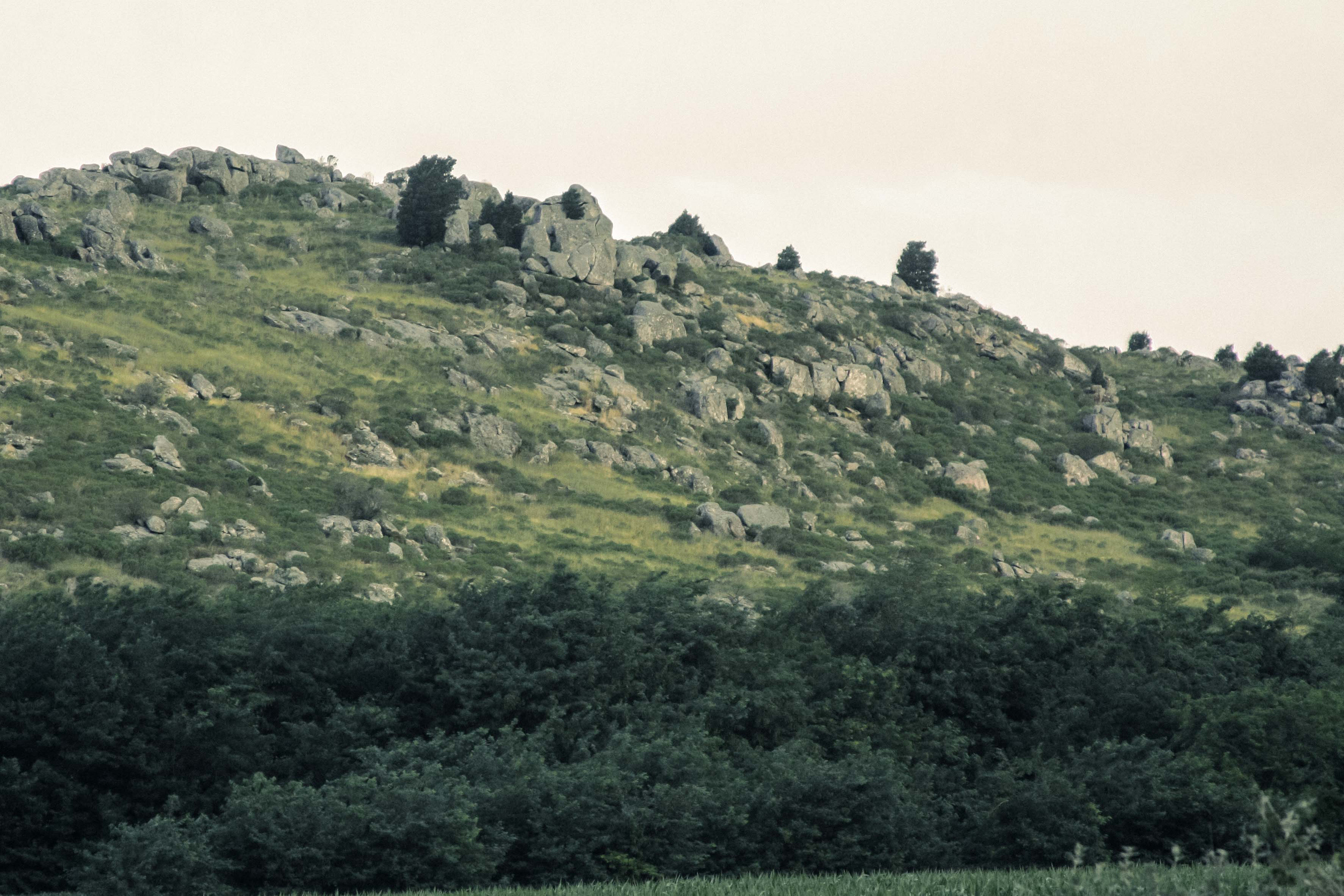
Las Sierras de Azul.

Las Sierras del Azul, pertenecientes al Sistema de Tandilia, son las primeras que irrumpen la vasta Llanura Pampeana.
Tan antiguas como las primeras formas de vida en el planeta este grupo atraviesa el partido en dirección sudoeste- noroeste, llegando a su máximo exponente de belleza en el paraje Boca de las Sierras, un pequeño valle formado por una breve interrupción del cordón serrano que da lugar a paisajes extraordinariamente bellos.
Sobre la margen de la RP 80, existe un lugar panorámico que se convierte en el punto ideal para recrearse con la naturaleza circundante, donde asoman picos como los cerros La Crespa, La Armonía y los Ángeles.

### Camping Municipal
En la Av. Gobernador Bidegain, a orillas del arroyo Azul está el camping y el albergue municipal con 20 plazas cada uno, un salón de usos múltiples, una cocina y dos módulos sanitarios.
El espacio tiene vista al arroyo. Se encuentra dividido en dos sectores: el principal o tradicional con fogones cercanos a los servicios y la reserva, un espacio agreste con mayor contacto con la naturaleza.

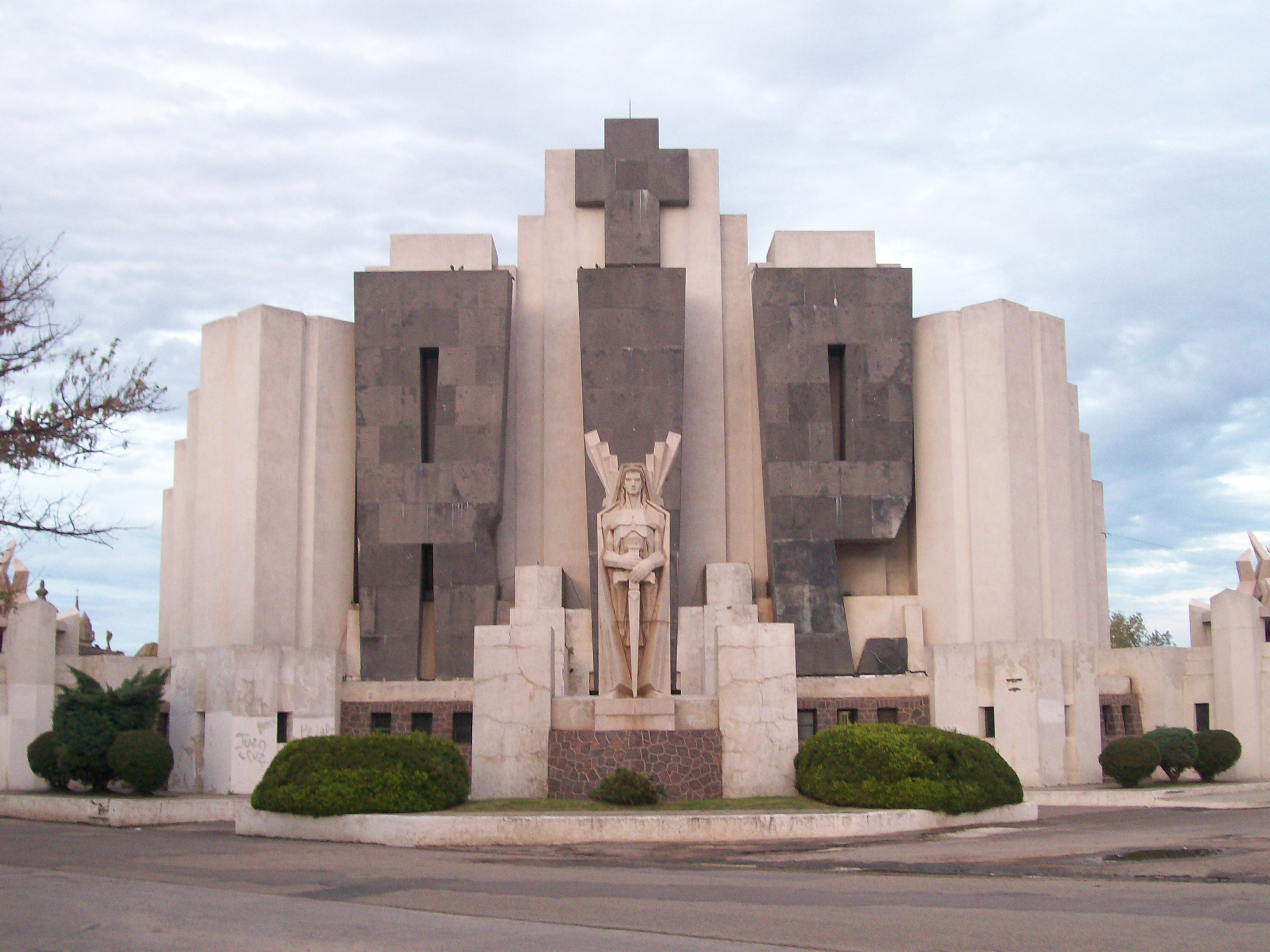
Entrada art déco del Cementerio de Azul, obra del Ing. Francisco Salamone.

### Obras del Ing. Francisco Salamone
Otro de los tantos atractivos para conocer en la ciudad, son algunas de las obras de estilo art déco y Futurista-Monumentalista, que ideó el excéntrico y controvertido arquitecto de origen siciliano, Francisco Salamone.
Entre otras, se pueden conocer las portadas del Cementerio local, del Parque Municipal Domingo F. Sarmiento, de la Plaza San Martín, y del Matadero Municipal.
Cabe destacar que la entrada del Cementerio es una obra de gran belleza y que la Plaza San Martín es interesante por su solado de efectos visuales equívocos y por sus farolas futuristas que evocan el filme "Metrópolis", mientras que el diseño de Matadero, evoca a cuchillas afiladas.

### Iglesia Catedral Nuestra Señora del Rosario
Es un templo de estilo gótico inaugurado el 7 de octubre de 1906, fue diseñada por los ingenieros Juan Ochoa, W. Pitman y Charls Evans Medhurst. Ubicado en la calle San Martín 411 esq. Colón.
Se destacan las imponentes campanas y unos luminosos vitrales traídos de Francia a principios del siglo XX y en el altar mayor se ubica una imagen de Nuestra Señora del Rosario, patrona de la ciudad.
En el año 1934 se creó la diócesis de Azul, la ciudad pasó a ser cabecera del obispado. La creación se hizo mediante la bula papal "Nobilis Argentinae Nationis Ecclesia", de Pío XI. Comprende los partidos de Ayacucho, Azul, Benito Juárez, Bolívar, General Alvear, General Lamadrid, Laprida, Las Flores, Olavarría, Rauch, Roque Pérez, Saladillo, Tandil y Tapalqué. El primer obispo fue Mons. César Antonio Cáneva.

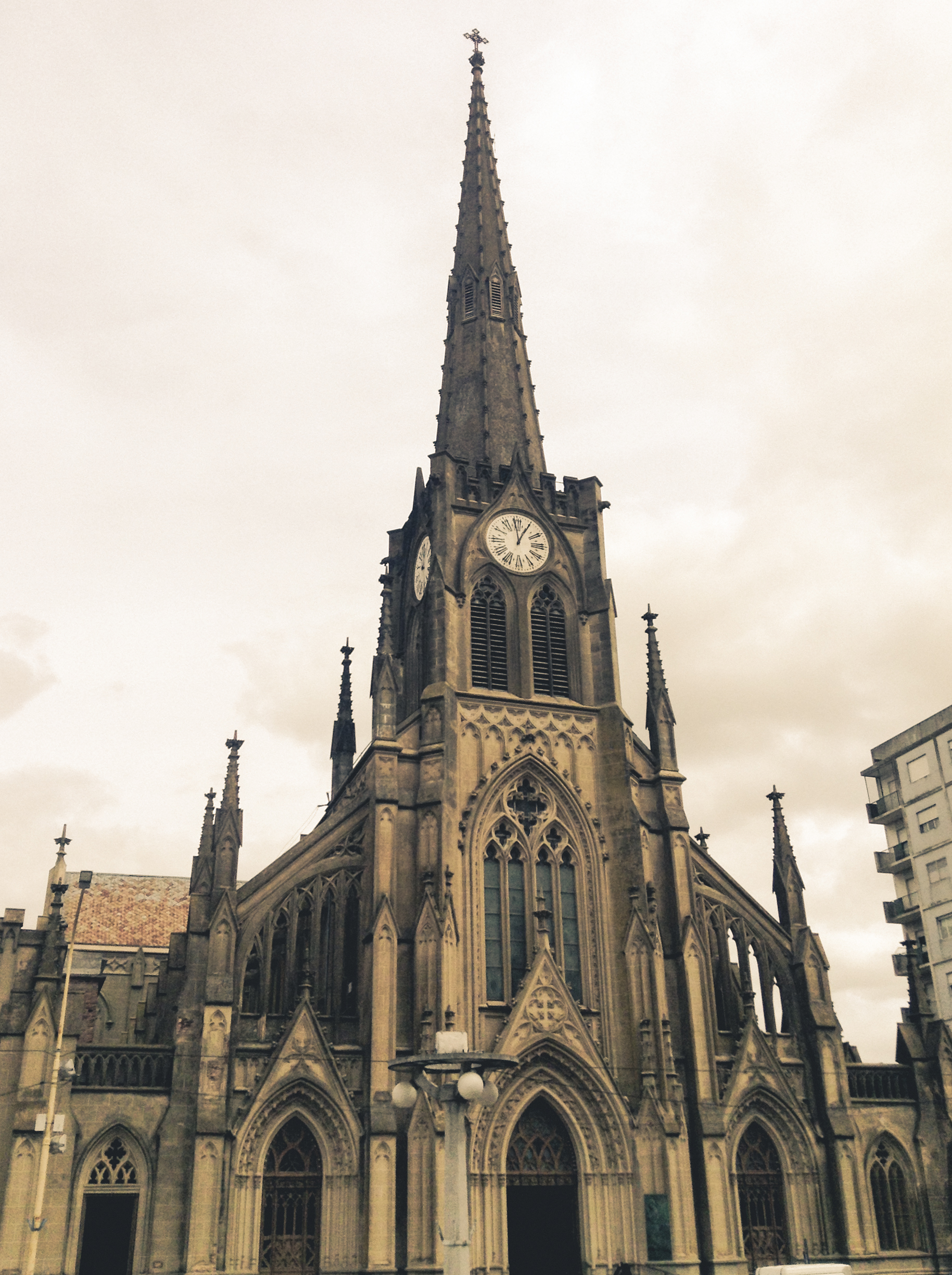
Vista de la Catedral Nuestra Señora del Rosario desde la plaza principal de la ciudad de Azul.

### Azul, ciudad cervantina de la Argentina

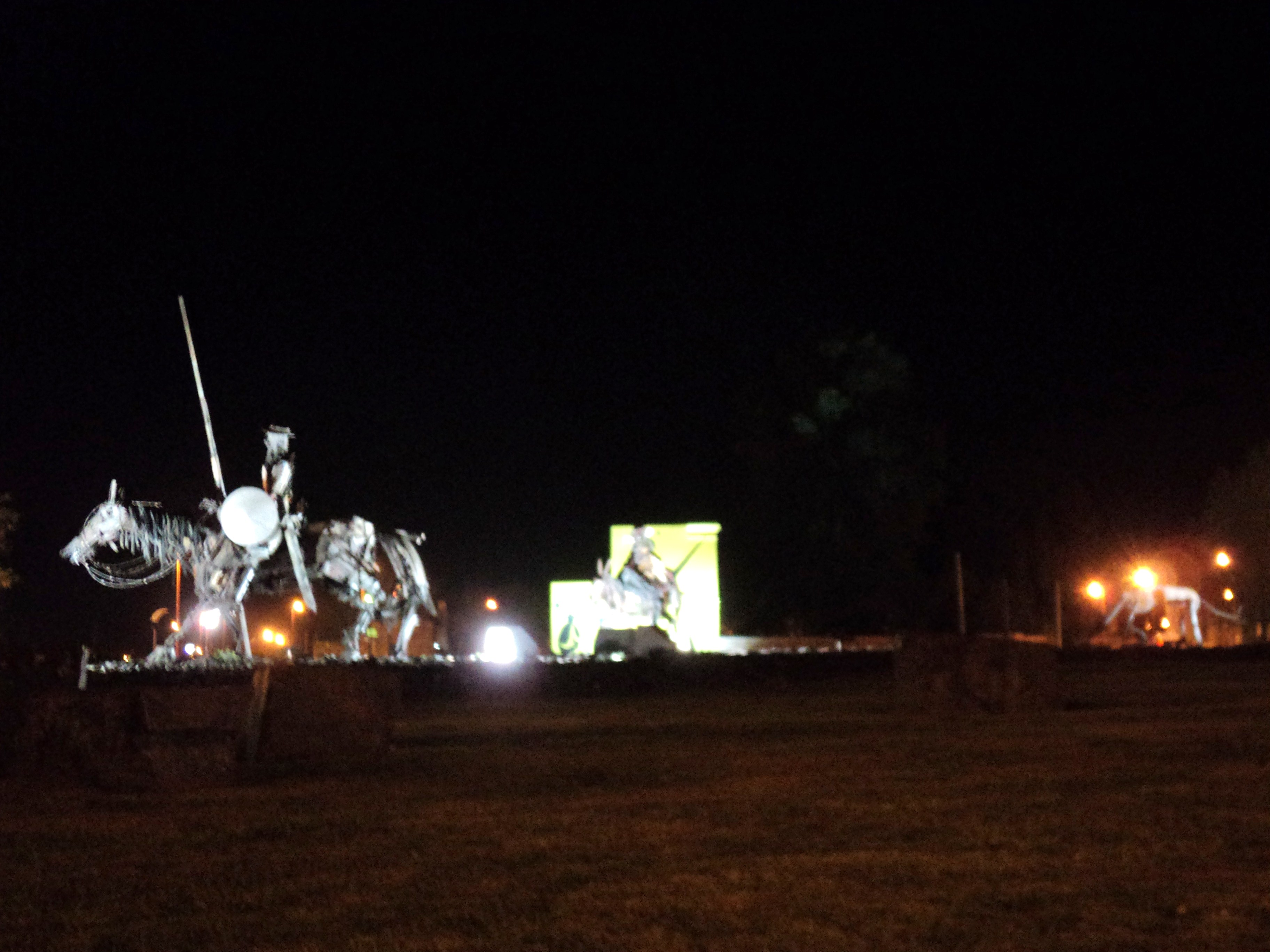
Monumento al Quijote.

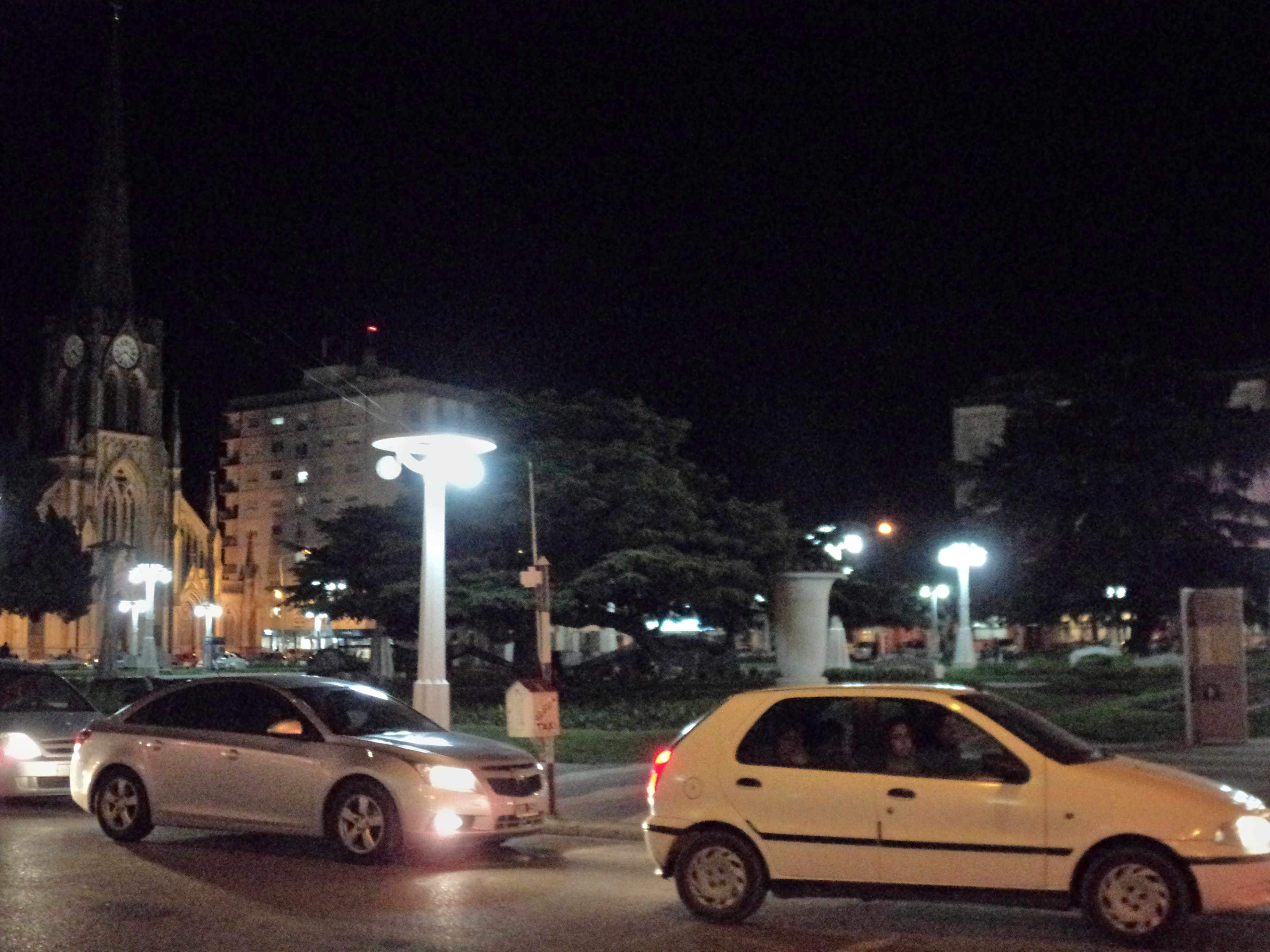
La plaza principal de la ciudad en la noche.

La ciudad posee una de las colecciones de ediciones de la obra de Cervantes más completas de toda América, que se distingue por incluir más de 300 ediciones antiguas de "El Quijote", láminas, ilustraciones, periódicos, revistas y esculturas alusivas a uno de los libros más leídos del mundo. La colección se puede consultar en la Casa Ronco, un museo ubicado en la calle San Martín n.º 362 esq. Rivadavia.
Del 18 al 25 de noviembre del 2004, se celebró en el Teatro Español la exposición "Cervantes, de la Mancha... a la Pampa", organizada por la Biblioteca Popular Bartolomé J. Ronco y la Sociedad Española de Socorros Mutuos, con el asesoramiento de José Manuel Lucía Megías, Coordinador Académico del Centro de Estudios Cervantinos (Alcalá de Henares, España) y profesor de la Universidad Complutense de Madrid (España), que gozó de un enorme éxito, con más de 17.000 visitas. En Guanajuato, Capital Cervantina de América, comenzaron los contactos para que Azul fuera declarada "Ciudad Cervantina de la Argentina", como así lo hizo el centro UNESCO Castilla-La Mancha, siendo presidente Fernando Redondo Benito, y según decreto 1/2007, por poseer la "Biblioteca Popular Bartolomé J. Ronco una de las colecciones de "Quijotes" más importantes fuera de España. La historia completa que va desde la exposición de 2004 hasta la declaración de Azul como Ciudad Cervantina de la Argentina (que se vincula a la red de ciudades cervantinas impulsadas desde Castilla - La Mancha, desde el Centro UNESCO Castilla - La Mancha y la Red Mundial de Cervantistas) puede leerse en el libro de Stella Maris Fernández, Mítica Azul: Tierra de Quijotes. Ciudad cervantina de la Argentina (Buenos Aires, Sociedad de Investigaciones Bibliotecológicas, 2008).

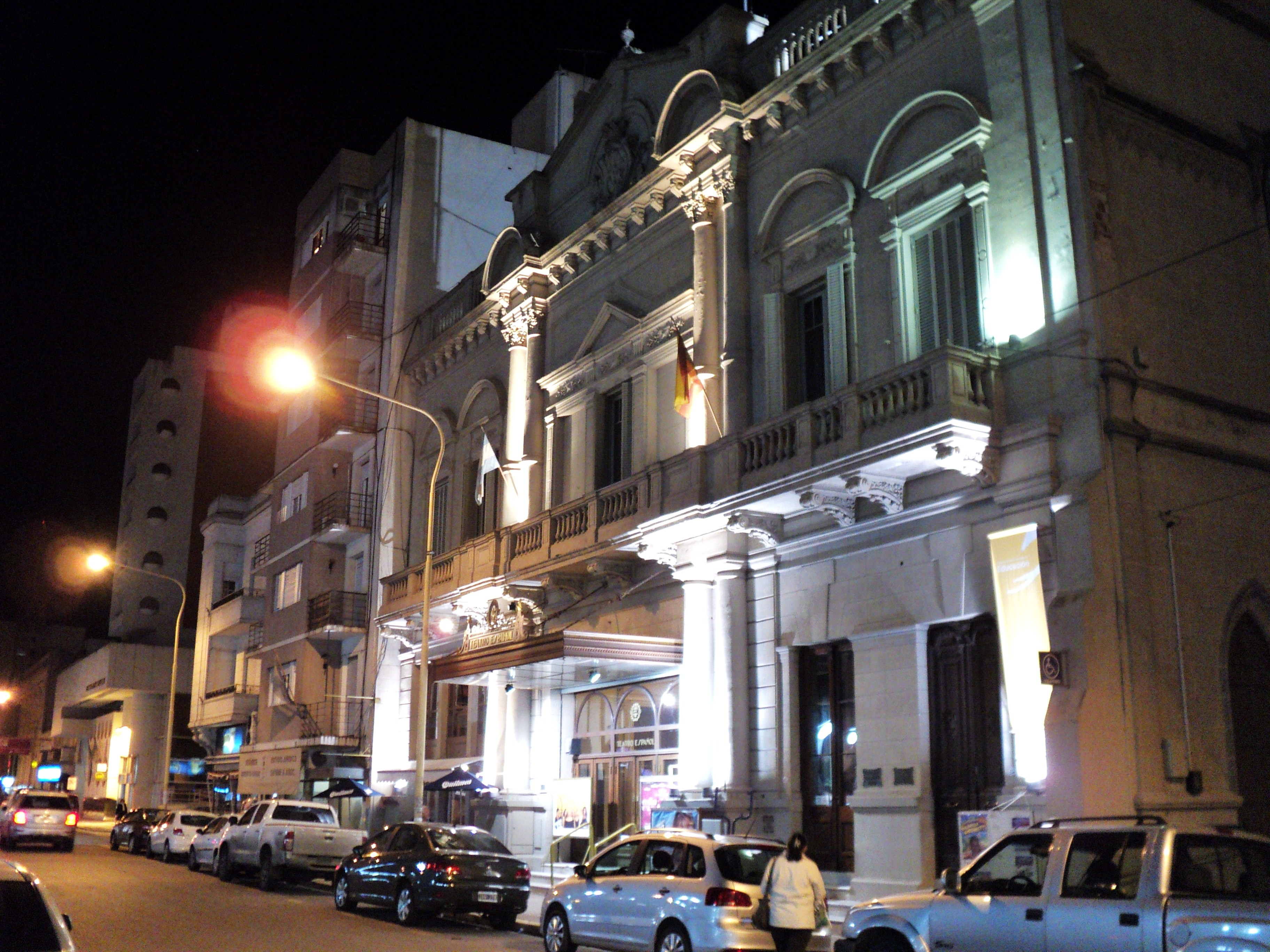
Microcentro de Azul con una combinación de torres y edificación antigua.

Con motivo de la declaración de "Ciudad Cervantina de la Argentina" por parte de la Unesco, se realizó un conjunto de esculturas a cargo de Carlos Regazzoni, con Don Quijote de la Mancha y los personajes de Sancho Panza, Dulcinea y el perro. Se halla en la intersección de las avenidas B. Mitre y Catriel, a metros del barrio Güemes.
Desde este año 2007, se celebra en Azul un "Festival cervantino":
- El Segundo Festival Cervantino se celebró del 30 de octubre al 16 de noviembre de 2008.
- El Tercer Festival Cervantino se celebró del 5 al 15 de noviembre del 2009.
- El Cuarto Festival Cervantino se celebró del 4 al 14 de noviembre de 2010.
- El Quinto Festival Cervantino se celebró del 3 al 13 de noviembre de 2011.
- El Sexto Festival Cervantino se celebró del 1 al 11 de noviembre de 2012.
- El Séptimo Festival Cervantino se celebró del 1 al 10 de noviembre de 2013.

El 13 de mayo de 2011, se realizó la primera edición del Premio Nacional de Radio y Televisión Quijote de Oro. El 11 de mayo de 2012, se lleva a cabo la segunda edición de este Quijote Nacional. La tercera entrega de galardones se hace en la provincia de Córdoba, ciudad de Villa María, recibiendo a periodistas de toda la República Argentina, con una participación e integración total de los nominados. 
- El Premio Quijote de Oro ha sido declarado de interés Cultural por la Secretaría de Cultura Presidencia de la Nación Res. Nro. 6027
- Auspiciado por la Secretaría de Cultura de la Nación.
- El Premio Quijote de Oro ha sido declarado de interés Provincial y Cultural por la Cámara de Diputados de la Provincia de Bs. As. Res. Nro. 75
- Declarado de Interés legislativo por el Concejo Deliberante del Partido de Azul. Res. Nro. 2910/2010
- El Premio Quijote de Oro cuenta con el apoyo y difusión de Télam Agencia Nacional de Noticias de la República Argentina

En julio de 2011, Azul y Alcalá de Henares se hermanaron. Para celebrar este acontecimiento se pidió al artista Miguel Rep que realizara un mural en ambas ciudades: el mural del hermanamiento en Alcalá de Henares fue inaugurado en julio de 2011 en la Plaza de los Santos Niños, en pleno casco histórico, y el de Azul, el 3 de noviembre de 2011, coincidiendo con el V Festival Cervantino. En ese acto, José Manuel Lucía Megías fue leyendo una biografía de Cervantes ("Miguel de Cervantes Saavedra, natural de Alcalá de Henares"), que fue ilustrada en aquel momento por Miguel Rep. Este acto se ha publicado en un libro, editado por la Editorial Azul.
El primer acto conjunto entre ambas ciudades, fue una nueva edición del Quijote con ilustraciones de Miguel Rep y texto fijado por José Manuel Lucía Megías; edición que vio la luz en octubre de 2010, editada por la editorial Castalia.
octubre de 2019 es parte del festival cervantino la gran realización multimedia salamonemusic Música Declarada Oficial y de Interés cultural hacia la vida y obra del arq ing Francisco Salamone (enlace más info al pie enlaces externos conjunción música arquitectónica).

## Instituciones

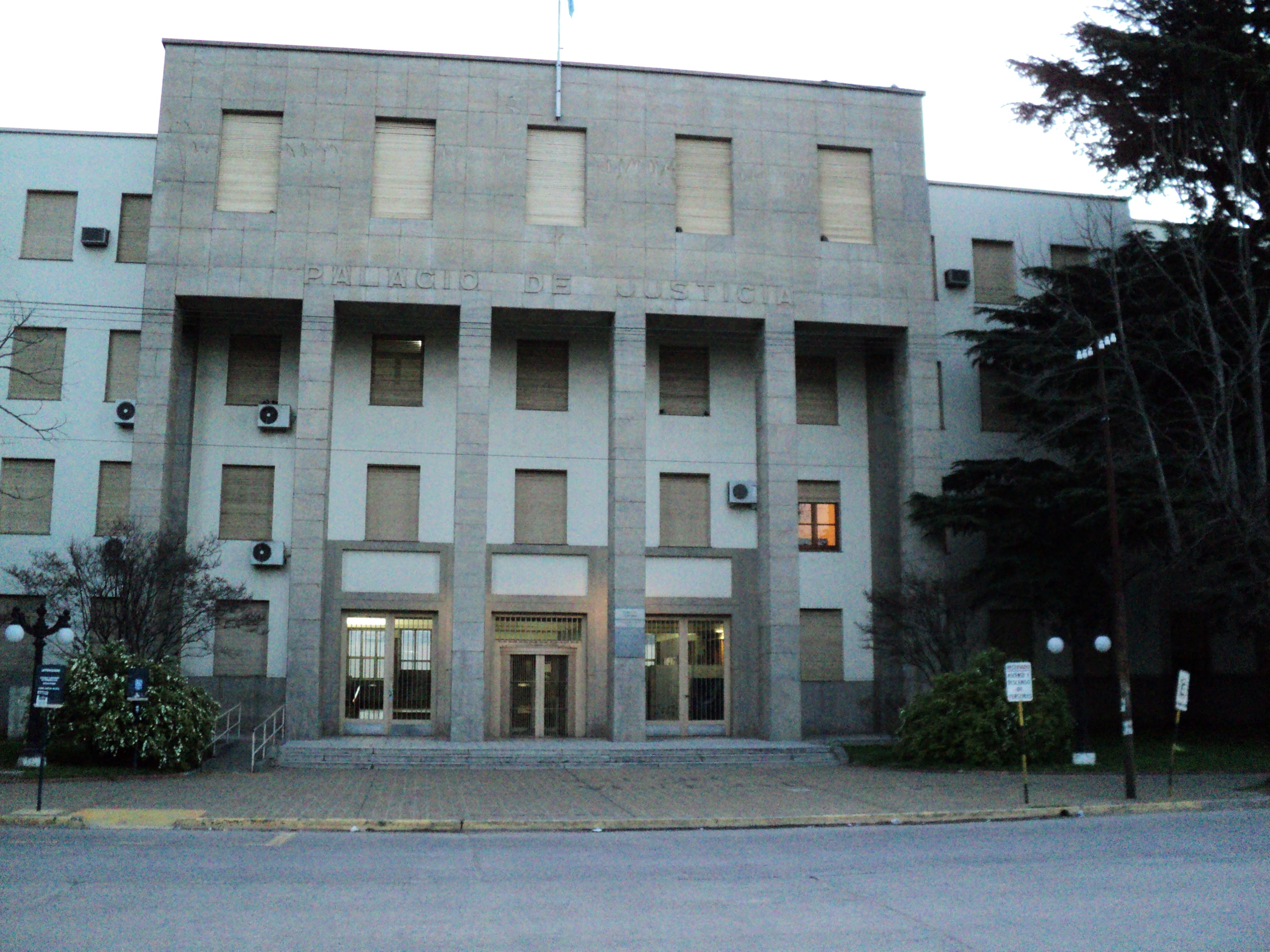
Palacio de justicia, delegación Ciudad de Azul.

La ciudad es cabecera de uno de los dieciocho departamentos judiciales en los que está dividida la provincia de Buenos Aires. Tiene juzgados civiles y comerciales, de garantías, en lo criminal y Cámaras de Apelaciones en lo Civil y en lo Comercial.
Tienen sus sedes las facultades de Agronomía y Derecho de la Universidad Nacional del Centro de la Provincia de Buenos Aires, además cuenta con varios establecimientos educativos, jardines de infantes, escuelas primarias, de nivel medio e institutos terciarios.
La ciudad cuenta con dos hospitales:
- Hospital Municipal "Dr. Ángel Pintos"
- Hospital Materno Infantil "Argentina Diego" y varias clínicas y sanatorios privados.[51]

## Medios de comunicación

### Diarios

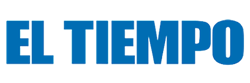

- El Tiempo.[52] Fundado en 1933 y de publicación matutina, posee una edición impresa los días martes, miércoles, viernes y domingo Es el único en su tipo. Además de ofrecer contenidos noticiosos, posee numerosos anuncios clasificados, efemérides e información necrológica, contenidos disponibles también en su sitio web. Su director es  Alfredo Ronchetti.
- Noticias de Azul.[53] Fundado en 2012, es un diario digital con presencia e redes sociales[54] y su propio sitio web. Su directora es Luciana Conti.

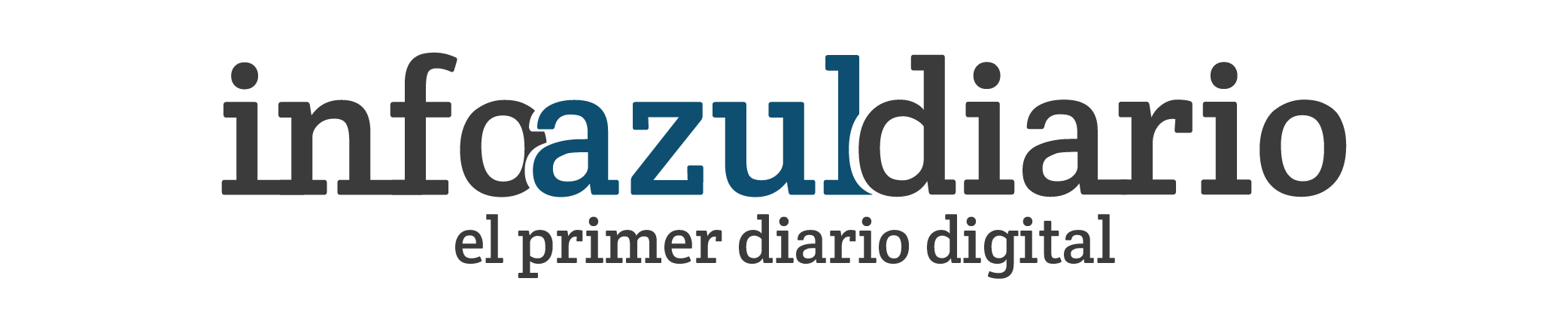

- InfoAzulDiario Fundado en 2003, discontinuado en 2010, y relanzado en 2020, se autopercibe como el primer diario digital de Azul. Actualmente, "experimenta el desafío de acoplarse a las nuevas tecnologías y la búsqueda de adaptarse a los tiempos actuales". Su directora es Lia Paolillo.

### Canales de televisión por cable

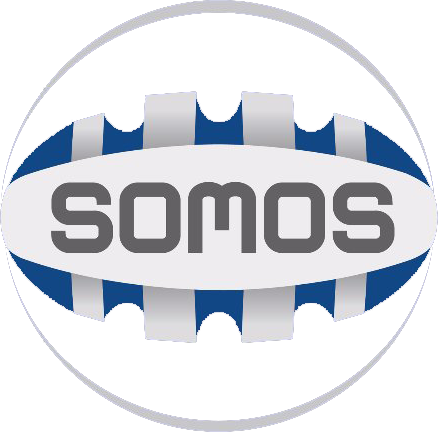

- CABLEVISIÓN S.A "Somos Azul".[55] Comenzó sus transmisiones experimentales el 14 de agosto de 1981 y regulares el 7 de julio de 1982 bajo el nombre “TV2 Azul Cablevisión Color”.[56] Desde 2012, forma parte de la red de canales “Somos” de Flow (ex Cablevisión) bajo la marca “Somos Azul”. En su grilla de programación de lunes a viernes se destacaron hasta el 3 de abril de 2025 los noticieros "Somos Noticias Azul" en sus dos emisiones a las 13:00 y a las 20:00 (edición que no se emitía en vacaciones y que fue cancelada por la pandemia de Covid 19 desde el 12 de marzo de 2020 al 22 de junio del 2021) y el espacio de "Información Necrológica" al término de cada edición noticiosa y que, a lo largo de su historia, sólo se interrumpió entre enero y el 14 de febrero de 2025. Desde el 1 de junio de 2022 hasta el 27 de diciembre de 2024,[57] tras el cese de emisiones de "Somos Laprida", transmitió a las 12:30 y 18:00 el espacio noticioso de esa localidad de forma pregrabada.[58] Desde el martes 26 de septiembre de 2023 comenzó la emisión de su programación en vivo y desde sus estudios en formato widescreen y extendió su cobertura al partido de Olavarría. En la semana del 5 al 9 de febrero de 2024 inició sus transmisiones en alta definición. También se incorporó a la plataforma on demand de la empresa en la frecuencia 543. Dejó de transmitir el 4 de junio de 2025 a las 9 horas tras la emisión de "Somos País". Sus estudios aún se ubican en la sede de la empresa, en Hipólito Yrigoyen 724.

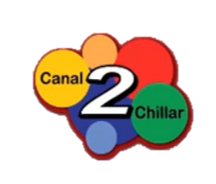

- CANAL DOS CHILLAR. Conocido anteriormente como "Canal 4", fue fundado en 1986 por Jorge Cuburú en dicha localidad del sur del partido y actualmente pertenece a la Cooperativa Ltda. de Agua Potable y otros Servicios Públicos de Chillar (CLAPo). Cada noche, presenta un resumen informativo presentado por Hugo Pedro Cabral titulado "Canal 2 Noticias". Este espacio se encuentra disponible íntegramente en el sitio de Facebook de la emisora. Hasta el 2020 (inclusive) fue el único programa de la región que utilizó la técnica del chroma en su emisión y su actual cortina musical es la canción "Chameleon" de Jackfera. No emite en alta definición.

### Canales gratuitos de televisión digital por aire
- En la ciudad existe una estación transmisora digital terrestre para ver los canales de aire gratuitos de la TDA (Televisión Digital Abierta). Con un alcance (aproximado) de 30 km desde su base ubicada en Avenida Mujica y Calle 126.

### Radios
- Azul Gestión de Medios S.A "Radio Azul".[59] Fundada el 25 de octubre de 1952 como filial de LR3 Radio Belgrano ha sido desde ese momento una radioemisora preferentemente regional. Su sigla identificativa es LU10 y transmite en la frecuencia AM 1320. En marzo de 2016 se establece como cooperativa de trabajo tras años de lucha . Emite al día al menos 3 espacios informativos: uno a las 9:00 (música apertura: BBC News theme), otro a las 18:00 (música apertura: Sky News theme) y un espacio nocturno a las 21:00 (música apertura: RTÉ News theme). Los fines de semana solo se emiten las emisiones de las 9 y 21h. En ocasiones también cuenta con un panorama informativo a las 12:00 (música apertura: ITV Evening News theme). Sus estudios se ubican en Av. Bartolomé Mitre 819 y cuenta con un portal web con información actualizada y transmisión en vivo de su programación.
- "Radio Pública Municipal". Comenzó sus emisiones el viernes 12 de julio de 2019 y tiene sus instalaciones en el Complejo Cultural San Martín. Tal como consta en la ordenanza 3691/2015, en la que se aprobó su creación, opera la frecuencia FM 87.9Mhz (asignada por la AFSCA a la Municipalidad de Azul, conforme resolución general 713/2014). En el marco de la campaña de las elecciones legislativas argentina 2021 se anunció el 25 de junio una serie de acuerdos con instituciones locales (Círculo de Suboficiales de la Policía Federal Argentina - Filial Azul, Club Chacarita Junior, Rinconcito del Carmen, Equipo Delta – Trabajo Teatral, Hogar Convivencial y Maternal Buen Pastor y Club Atlético River Plate Azuleño) para que estas se sumen a la grilla de programación

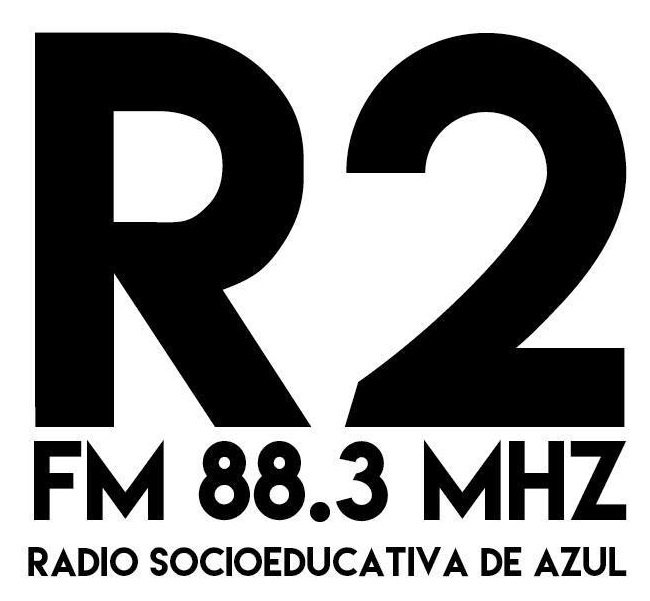

- LRS 832 "Radio 2" transmite desde la ciudad en la frecuencia FM 88.3Mhz desde el 16 de septiembre de 2015 y está gestionada por el Instituto Superior de Formación Docente y Técnica Nro. 2. Sus estudios se ubican en Colón 498. Se desconoce su programación actual.
- LRS 841 "Radio Memphis" en la frecuencia FM 88.9Mh y desde Cacharí. Fue fundada el 3 de julio de 1995, su director es Daniel Juárez y se autopercibe como "Un proyecto comunicacional Nacional y Popular en el centro de la Provincia".Sus estudios se ubican en Chacabuco 689. Se desconoce su programación actual.
- FM 89.9 MHz "Red Aleluya Azul" retransmite la Programación generada por la FM 106.3 de la Cdad. de Buenos Aires que posee Ciclos de la IURD y Continuidad de Música Latina e Internacional (góspel/baladas).
- FM 90.1Mhz "Estación del Sol" transmite desde Chillar. Sin licencia ni autorización oficial de transmisión y programación actual desconocida.
- LRP 711 desde la ciudad y en la frecuencia 90.5Mhz. Se desconoce su programación actual
- LRI 974 "FM 102" en la frecuencia FM 90.9Mhz y desde la ciudad. Retransmite gran parte de la Programación generada por la emisora porteña Mega 98.3.
- FM 91.5Mhz "Cadena Eich" transmite desde la ciudad con autorización de la AFSCA (DEC 0783/1989) aunque sin licencia aún. Es una retransmisora de la cadena de radios locales del mismo nombre.
- FM 92.5Mhz "Radio Ekko" fundada y operada desde 2009 por Fabián Alejandro Russo, transmite desde la ciudad ofreciendo espacios musicales, de noticias y de opinión. Durante los fines de semana, se destaca el exitoso ciclo "La miel en tu radio", dedicado a la apicultura, el ambiente y el desarrollo local. Sus estudios se ubican en Puan 323. Sin licencia ni autorización oficial de transmisión.
- FM 93.5 "Amistad" transmite desde la ciudad y es operada por Marcelo Ríos. Fue inaugurada en 2009 y en su programación cuenta con espacios de solidaridad y sorteos. Se destaca el espacio "3 capos" que realiza coberturas en vivo de sucesos noticiosos y entrevistas a través de su página de Facebook. Sin licencia ni autorización oficial de transmisión y programación actual desconocida.
- FM 95.1Mhz "La Nova" fundada en 2005 y operada por Jorge Alberto Mender, transmite desde la ciudad espacios musicales orientados a todo público, aunque de gran acogida en público joven. Sus estudios se ubican en Burgos 170. Sin licencia ni autorización oficial de transmisión.
- FM 95.9MHz "Radio María Azul" retransmite la programación generada por la FM 101.5 de la Cd. de Córdoba, perteneciente a la familia nacional y mundial de dicha emisora de carácter católico.
- FM 96.3Mhz "Willy Rec" transmite desde la Ciudad de Azul. En su oferta musical se destacan artistas locales cuyo material audiovisual es producido por la emisora. Es operada por Adrián Alberto Divitto y Karina Andrea Bonini. Sin licencia ni autorización oficial de transmisión y programación actual desconocida.
- FM 96.7Mhz "La 96, tu mejor compañía" transmite desde la ciudad, específicamente desde Burgos 1180, desde el 17 de abril de 2006. En su programación se destaca "Toco y Me Voy", un programa dirigido por Héctor "Malelo" Pavone que sigue el paso a paso de las divisiones inferiores de la Liga de Fútbol de Azul. Aunque en una edición de este artículo alguien afirmó "Con licencia y programación estipulada", no existe registros oficiales de esto en la autoridad competente (ENACOM)
- LRI 975 "FM-A ". Fundada el 15 de enero de 1990 y con licencia oficial desde diciembre de 2001 transmite en la frecuencia FM 97.7Mhz. Se trata de la primera emisora de este tipo en la ciudad. Sus estudios se ubican en Hipólito Yrigoyen 990bis. Se desconoce su programación actual.
- LRI 964 transmite en la frecuencia 99.7 desde la localidad de Chillar. Desde el año 2004 su oferta radiofónica consiste en espacios religiosos.
- FM "del Espacio" transmite en la frecuencia 99.9Mhz desde Chillar. Sus estudios se ubican en Belgrano 245 (de la mencionada localidad). Sin licencia ni autorización de transmisión y programación actual desconocida.
- FM Ciudad Azul S.R.L "Radio Ciudad Azul" transmite desde 2013 en la frecuencia 101.3Mhz. Sus estudios se ubican en el centro de la ciudad, en Hipólito Yrigoyen 526. Sin licencia ni autorización de transmisión y programación actual desconocida.
- FM 103.1Mhz "Radio Impacto" desde Cacharí comenzó sus transmisiones en junio de 2004. Sin licencia ni autorización de transmisión y programación actual desconocida.
- FM 104.1Mhz "FM del Pueblo" desde la ciudad comenzó sus transmisiones en el año 2001. Sin licencia ni autorización de transmisión y programación actual desconocida.
- LRP 717 "X Radio" transmite desde la ciudad en la frecuencia 105.3Mhz y es una repetidora de la radio capitalina La 100. Inicio sus operaciones en el año 1994 y en su espacio de programación local se destaca "La primera mañana" con Andrea Castro y el programa vespertino "Modo Alfano" con Laura Alfano.
- LRI 805 "Radio Universal" transmite desde la ciudad en la frecuencia 106.1Mhz y en su programación se destaca el espacio de información "La mañana" conducido hace 20 años por Mirta de la Torre. Desde el 14 de marzo de 2022 incorporó a su programación matutina "Tiempo de Radio", un espacio periodístico producido por el Diario El Tiempo que año tras año se muda de emisora.  Inició sus operaciones en el año 1999 y sus estudios se ubican en el centro de la ciudad, en San Martín 591. Se puede escuchar en línea en su sitio web
- FM 107.9 "Radio Amanecer" con licencia de transmisión desde la ciudad y sin letras identificativas (RES 0073/2020). Se desconoce su programación actual.

## Despliegue de lasFuerzas Armadas argentinasen Azul
| Unidades de la Guarnición Militar Azul                         | Sigla     |
| -------------------------------------------------------------- | --------- |
| Regimiento de Caballería de Tanques 10 «Húsares de Pueyrredón» | RC Tan 10 |
| Grupo de Artillería Blindado 1 «Coronel Chilavert»             | GA Bl 1   |